# Nippononeta embolica
Nippononeta embolica là một loài nhện trong họ Linyphiidae.
Loài này thuộc chi Nippononeta. Nippononeta embolica được Andrei V. Tanasevitch miêu tả năm 2005.